# My hotel year
My hotel year is een studioalbum van Tim Bowness. Het album werd opgenomen in Engeland en Duitsland van herfst 2003 tot zomer 2004. Het was het eerste eigen album, dat bij een onafhankelijk platenlabel werd uitgebracht One Little Indian (eerdere albums verschenen op het eigen platenlabel). Het hoesontwerp was van Carl Glover.
Het zou tien jaar duren voordat er een nieuw album van Bowness werd uitgebracht.

## Musici
- Tim Bowness – zang
- David Picking – slagwerk, toetsinstrumenten, programmeerwerk
- Stephen Bennett – gitaar, mellotron (1, 2, 3, 7, 9, 10)
- Markus Reuter – basgitaar, gitaar (2, 4)
- Bernard Wöstheinrich – drummachine (4)
- Peter Chilvers – synthesizer (4, 5, 6, 8)
- Dan Peel – gitaar (5)
- Roger Eno – harmonium (6)
- Mike Bearpark – gitaar (7)
- Brian Hulse – gitaar (8)
- Hugh Hopper – gitaar, basgitaar (9)
- Frank van der Kooy – saxofoon (9)
- Strijkkwartet uit California, Norfolk (10)

## Muziek
| Nr. | Titel                                            | Duur |
| --- | ------------------------------------------------ | ---- |
| 1.  | Last year’s tattoo (Bowness, Picking)            | 3:57 |
| 2.  | I once loved you (Bowness, Reuter)               | 3:11 |
| 3.  | World afraid (Bowness, Picking)                  | 3:13 |
| 4.  | The me I knew (Bowness, Reuter, Wöstenheinrich)  | 5:08 |
| 5.  | Made see-through (Bowness, Picking)              | 3:17 |
| 6.  | Hotel year (Bowness, Chilvers, Eno)              | 1:16 |
| 7.  | Ian McShane (Bowness, Bennet, Bearpark)          | 4:11 |
| 8.  | Blackrock 2000 (Bowness)                         | 3:47 |
| 9.  | Making a mess in a clean place (Bowness, Hopper) | 4:25 |
| 10. | Sleepwalker (Bowness, Bennett)                   | 3:51 |
| 11. | Brave dreams (Bowness, Picking)                  | 3:39 |